# Zollhaus Bremerhaven

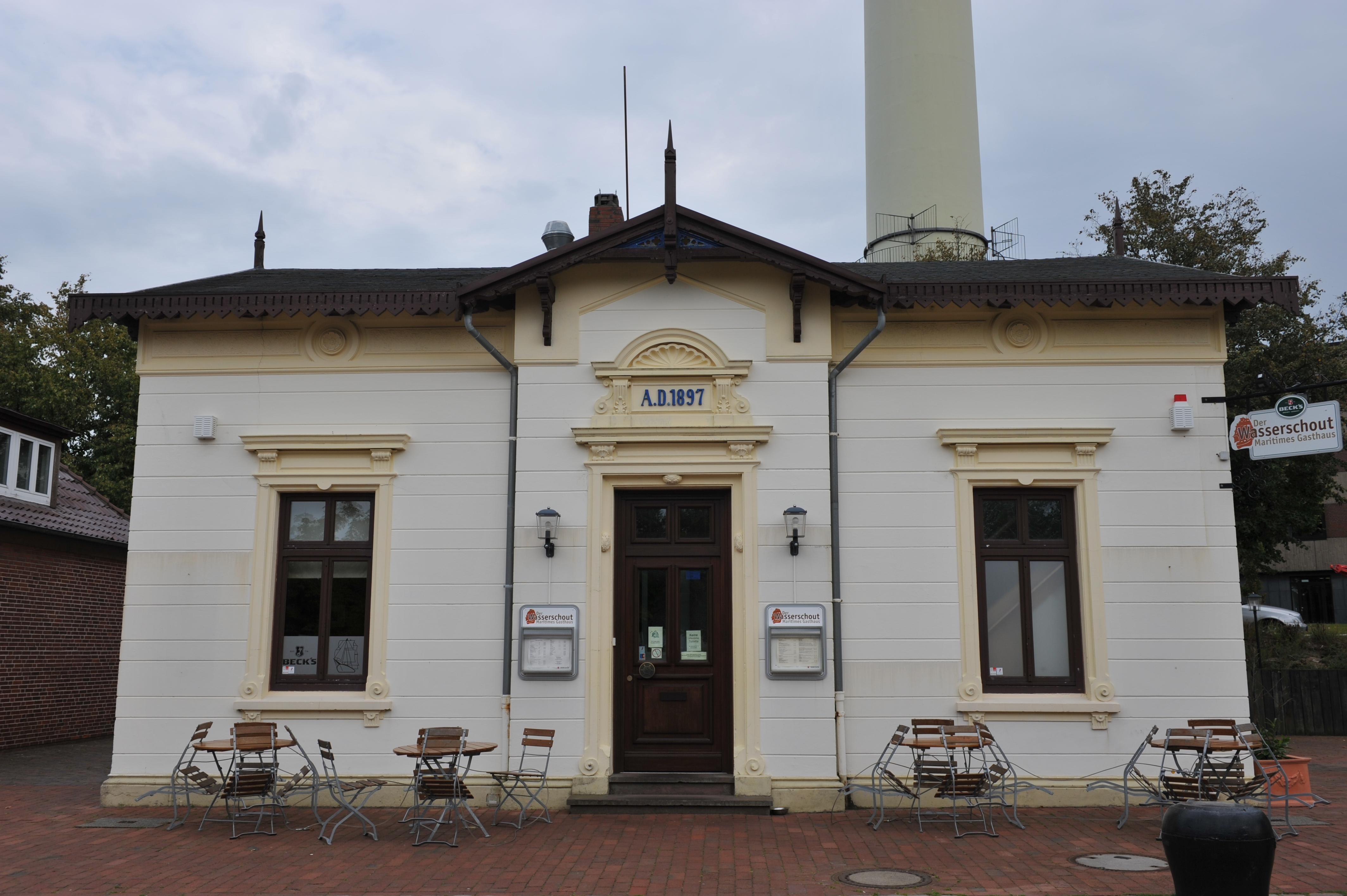
Zollhaus Bremerhaven

Das Zollhaus Bremerhaven in Bremerhaven-Mitte, Van-Ronzelen-Straße/Ludwig-Plate-Platz beim Richtfunkturm Bremerhaven entstand 1897. 
Das Gebäude steht seit 1984 unter Bremer Denkmalschutz.

## Geschichte
Das eingeschossige, verputzte Zollhaus wurde 1897 in der Bauepoche des Historismus als Dienstgebäude für den Zolleinnehmer an der ältesten Schleuse (1827) zum Alten Hafen gebaut. Die Schleuse wurde 1928 geschlossen und 1933 zugeschüttet.
Das einfache Zollhaus erhielt als öffentliches Dienstgebäude eine repräsentative Fassade mit einer Quaderung, aufwändigen Rahmungen von Fenstern und Eingangstür, einer reichen Türbekrönung mit dem Baujahr und einem als Schweizer Cottage-Architektur gestalteten Dach.
Das Gebäude wurde auch als Schleusenwärterhaus bezeichnet und dient heute als kleine Gaststätte.